# Vuk Lugonjic
Vuk Lugonjic, född 5 oktober 1996, är en svensk fotbollsspelare som spelar för IS Halmia.

## Karriär
Lugonjic moderklubb är IF Leikin. Han spelade som junior även för Halmstads BK och IS Halmia. Mellan 2016 och 2018 gjorde Lugonjic 39 mål på 69 matcher för Halmia i division 2.
I januari 2019 värvades Lugonjic av Varbergs BoIS. Lugonjic gjorde sin Superettan-debut den 15 juni 2019 i en 3–2-vinst över Norrby IF, där han blev inbytt på övertid mot Astrit Seljmani. I april 2020 återvände Lugonjic till IS Halmia. I mars 2021 blev han klar för spel i division 2-klubben Höganäs BK.
I juli 2022 återvände Lugonjic till IS Halmia för en tredje sejour i klubben.